# Список померлих 2025 року
Це список енциклопедично значимих людей, що померли 2025 року, упорядкований за датою смерті. Під кожною датою розміщено перелік осіб в алфавітному порядку за прізвищем або псевдонімом. Тут також зазначено дати смерті значимих тварин та інших біологічних форм життя.

## Серпень

### 19 серпня
- Разак Омотойоссі, 39, бенінський футболіст[1].

### 18 серпня
- Тендай Ндоро, 40, зімбабвійський футболіст[2].

### 17 серпня
- Паоло Анджионі, 87, італійський вершник[3].
- Марк Кіртон, 67, канадський хокеїст[4].
- Теренс Стемп, 87, британський актор[5].

### 16 серпня
- Піппо Баудо, 89, італійський телеведучий та музикант[6].
- Фернанду Круж, 85, португальський футболіст[7].

### 15 серпня
- Крушельницька Марія Тарасівна, 90, українська піаністка та педагог, Народна артистка України (2005)[8].

### 14 серпня
- Бойко Анатолій Ігорович, 55, український художник, різьбяр по дереву, Заслужений майстер народної творчості України (2017)[9].
- Матс Валь, 80, шведський письменник[10].
- Майкл Касл, 86, американський юрист та політик[11].
- Вікі Паез, 80, індійський хокеїст на траві[12].
- Бернардо Руїс, 100, іспанський шосейний велогонщик[13].

### 13 серпня
- Адамишин Анатолій Леонідович, 90, радянський і російський дипломат та політик[14].
- Сілард Керестеш, 93, ієрарх Угорської греко-католицької церкви, єпископ Гайдудорога (1988—2007)[15].
- Петро Стасюк, 82, ієрарх УГКЦ, єпископ Мельбурнський (1992—2020)[16].

### 12 серпня
- Тібіле Драме, 70, малійський політик[17].
- Ковтонюк Борис Мусійович, 76, український журналіст, письменник та краєзнавець[18].
- Айно Первік, 93, естонська письменниця, поетеса та перекладач[19].

### 11 серпня
- Бене Капоста, 83, угорський футболіст[20].
- Габі Новак, 89, хорватська співачка[21].

### 10 серпня
- Бутусов Юрій Миколайович, 63, російський режисер та драматург[22].
- Голушко Микола Михайлович, 88, радянський і російський юрист, політик та військовик, генерал-полковник, голова КДБ УРСР (1987—1991), директор Федеральної служби контррозвідки Росії (1993—1994).
- Камамото Кунісіге, 81, японський футболіст[23].

### 9 серпня
- Бакай Олександр Степанович, 86, український фізик-теоретик[24].
- Краско Іван Іванович, 94, радянський та російський актор, Народний артист Росії (1992)[25].
- Чичкан Давид Ілліч, 39, український художник та військовик[26].
- Стів Шарлі, 91, британська програмістка та феміністка[27].

### 8 серпня
- Вільям Вебстер, 101, американський юрист, директор ФБР (1978—1987), директор ЦРУ (1987—1991)[28].
- Террі Геннессі, 82 валлійський футболіст та тренер[29].

### 7 серпня
- Гриценко Марина Віталіївна, 39, український воєнний медик[30].
- М'їн Шве, 74, м'янмський політик та військовик, Президент М'янми (2018, 2021—2024)[31].
- Джеймс Ловелл, 97, американський астронавт[32].
- Табола Микола Михайлович, 72, український хірург-онколог[33].

### 6 серпня
- Білоцерковець Володимир Сергійович, 25, український футболіст[34].
- Дворецька Віолетта Львівна, 85, українська поетеса та педагог[35].
- Томків Анатолій Миколайович, 71, український письменник та журналіст[36].
- Філіпенко Станіслав Бахстасович, 87, український цирковий артист та педагог[37].

### 5 серпня
- Йон Ілієску, 95, румунський політик, Президент Румунії (1990—1996, 2000—2004)[38].
- Жорже Кошта, 53, португальський футболіст та тренер[39].
- Робін Лакофф, 82, американський лінгвіст та педагог[40].
- Франк Міль, 67, німецький футболіст[41].
- Мухін Олександр Васильович, 82, радянський і український кінооператор, художник та скульптор[42].
- Нечипорук Микола Васильович, 72, український науковець, фахівець у галузі радіоелектронного обладнання, педагог та громадський діяч, Заслужений працівник освіти України (2005)[43].
- Юхананов Борис Юрійович, 67, російський режисер, актор, письменник та педагог[44].

### 4 серпня
- Марко Бонаміко, 68, італійський баскетболіст[45].
- Тур Оґе Брінґсвярд, 85, норвезький письменник-фантаст[46].
- Джейн Морган, 101, американська співачка та акторка[47].
- Мусабаєв Талгат Амангельдийович, 74, радянський, російський та казахстанський космонавт, Герой Росії (1994), Народний Герой Казахстану (1995)[48].
- Уве Чіндваль, 82, шведський футболіст[49].
- Ельдар Шенгелая, 92, радянський і грузинський режисер та сценарист, Народний артист СРСР (1988)[50].

### 3 серпня
- Лоні Андерсон, 79, американська акторка[51].
- Ерколе Спада, 88, італійський автомобільний дизайнер[52].

### 2 серпня
- Берестяний Олександр Миколайович, 70, український письменник[53].
- Петер Веселовський, 60, чехословацький хокеіст[54].
- Лідія Палій, 99, українська письменниця, художниця та громадська діячка[55].
- Рикун Валерій Васильович, 74, радянський футболіст[56].

## Липень

### 31 липня
- Адріана Асті, 94, італійська акторка[57].
- Роберт Вілсон, 83, американський режисер[58].
- Марлена Загоні, 74, румунська веслувальниця[59].
- Потопальський Анатолій Іванович, 87, український біолог[60].
- Дерк Сауер, 72, нідерландський журналіст та медіамагнат[61].

### 30 липня
- Джордж Най, 98, американський політик[62].

### 29 липня
- Майкл Гілл, 86, новозеландський ювелір[63].
- Мієко Хіроясу, 114, японська довгожителька[64].

### 28 липня
- Лаура Дальмаєр, 31, німецька біатлоністка[65].
- Сальваторе Джонта, 94, італійський ватерполіст[66].
- Джон Мішук, 84, канадський хокеїст[67].
- Тельман Валерій Михайлович, 80, український шахіст та тренер[68].

### 27 липня
- Максименко Сергій Дмитрович, 83, радянський та український психолог, Заслужений діяч науки і техніки України (2001)[69].
- Горст Малер, 89, німецький юрист[70].
- Дік Шнейдер, 77, нідерландський футболіст; дата повідомлення про смерть[71].
- Ямпольський Юрій Моїсійович, 78, український астроном, Заслужений діяч науки і техніки України (2002)[72].

### 26 липня
- Віллі Ірвін, 82, північноірландський футболіст; дата повідомлення про смерть[73].
- Том Лерер, 97, американский композитор, співак, сатирик та математик[74].
- Патра Світлана Миколаївна, 43, українська журналістка та поетеса[75].
- Яковишин Леонід Григорович, 86, український аграрій, політик та публіцист, Герой України (2004)[76].

### 25 липня
- Ковальчук Микола Михайлович, 75, український художник[77].
- Жорж Лемуан, 91, французький політик[78].
- Парамонова Валентина Костянтинівна, 84, радянський передовик транспортної галузі[79].

### 24 липня
- Бураков Віктор Володимирович, 70, український легкоатлет[80].
- Галк Гоган, 71, американський реслер, актор і шоумен[81].
- Хуліо Сесар Кортес, 84, уругвайський футболіст та тренер[82].
- Клео Лейн, 97, британська співачка[83].
- Рущишин Ярослав Іванович, 57, український політик; ДТП[84].
- Йозеф Черний, 85, чехословацький хокеїст[85].

### 23 липня
- Арнольд Паласіос, 69, американський політик, губернатор Північних Маріанських Островів (2023—2025)[86].

### 22 липня
- Джої Джонс, 70, валлійський футболіст[87].
- Казбан Максим Олександрович, 40, український військовик, командир бригади «Лють» НГУ (2024—2025), Герой України (посмертно); ДТП[88].
- Джуліан Ле Фей, 59, данський геймдизайнер, програміст та музикант[89].
- Лукань Володимир Григорович, 64, український художник[90].
- Чак Манджоні, 84, американський джазовий музикант[91].
- Оззі Осборн, 76, британський рок-музикант[92].
- Челесте Пін, 64, італійський футболіст[93].
- Подносова Ірина Леонідівна, 71, російський юрист[94].
- Шилов Юрій Олексійович, 75, український історик та археолог[95][96].

### 21 липня
- Кресенсіо Гутьєррес, 91, мексиканський футболіст[97].
- Мельничук Богдан Іванович, 88, український письменник, перекладач та педагог, Заслужений працівник освіти України (2009)[98].
- Моторний Віталій Павлович, 84, український математик, Заслужений діяч науки і техніки України (1991)[99].
- Вальдемар Скшипчак, 69, польський військовик, генерал броні Сухопутних військ Польщі[100].

### 20 липня
- Фердінандо Боцці, 68, італійський футболіст[101].
- Малькольм-Джамал Ворнер, 54, американський актор[102].
- Прета Жил, 50, бразильська співачка[103].
- Уршуля Козьол, 94, польська письменниця[104].

### 19 липня
- Гіора Епштейн, 87, ізраїльський льотчик-ас, бригадний генерал ПСІ[105].
- Джоанна Мейсі, 96, американська екологічна активістка, письменниця та педагог[106].
- Йосип Пеякович, 77, боснійський актор[107].
- Сулейманов Рустем Саліхович, 47, російський скрипаль та диригент[108].
- Беатріс Урія-Монсон, 61, французька співачка (мецо-сопрано)[109].

### 18 липня
- Персі Барневік, 84, шведський підприємець, гендиректор компанії ABB[110].
- Маргарет Боден, 88, британський науковець у галузі когнітивістики та штучного інтелекту, педагог[111].
- Андре Вен-Труа, 82, французький кардинал, архієпископ Парижа (2005—2017)[112].
- Либенський Сергій Володимирович, ?, український військовик, Герой України (посмертно)[113].
- Роджер Норрінгтон, 91, британський диригент[114].
- Обара Хітомі, 44, японська спортсменка (вільна боротьба)[115].

### 17 липня
- Фелікс Баумгартнер, 56, австрійський спортсмен-екстремал, бейс-джампер, парашутист[116].
- Тітінюк Юрій Омелянович, 77, український художник[117].
- Удо Фойгт, 73, німецький політик[118].

### 16 липня
- Голамхуссейн Гейбпарвар, 62, іранський військовик, бригадний генерал[119].
- Кара Юрій Вікторович, 70, радянський і російський режисер, сценарист та актор, Заслужений діяч мистецтв Росії (2005)[120].
- Микита Володимир Васильович, 94, український художник та педагог[121].
- Клаус Пайман, 88, німецький режисер[122].
- Ахмед Фарас, 78, марокканський футболіст[123].
- Конні Френсіс, 87, американська співачка та акторка італійського походження[124].
- Якубюк Анатолій Миколайович, 81, український журналіст[125].

### 15 липня
- Бабак Олег Якович, 73, український терапевт та гастроентеролог, Заслужений діяч науки і техніки України (2001)[126].
- Аудун Гронвольд, 49, норвезький гірськолижник[127].
- Мохаммад Фарадж аль-Гуль, 68, палестинський юрист та політик[128].

### 14 липня
- Сиріл Газард, 97, британський астроном[129].
- Боб Гінс, 77, нідерландський дипломат[130].
- Лень Василь Степанович, 83, український економіст[131].
- Матвіюк Кузьма Іванович, 84, український громадський діяч[132].
- Мітта Олександр Наумович, 92, радянський і російський режисер, сценарист та актор, Народний артист Росії (2004)[133].
- Мороз Юрій Павлович, 68, радянський і російський актор, режисер та сценарист[134].
- Фауджа Сінгх, 114, британський марафонець та довгожитель; ДТП[135].

### 13 липня
- Мухаммаду Бухарі, 82, нігерійський військовик та політик, Президент Нігерії (2015—2023)[136].
- Тишкевич Григорій Антонович, 84, український художник та педагог[137].

### 12 липня
- Алдона Васіляускєне, 79, литовський історик, педагог та громадська діячка[138].
- Вербук Ніна Семенівна, 76, українська художниця та громадська діячка[139].
- Мартін Круз Сміт, 82, американський письменник детективного жанру[140].

### 11 липня
- Медведєв Вадим Андрійович, 96, радянський і російський політик та економіст[141].
- Шульга Євген Анатолійович, 62, український історик та громадський діяч[142].

### 10 липня
- Гишка Ігор Семенович, 76, український трубач та педагог[143].
- Лисичонок Олександр Валентинович, 66, радянський та український легкоатлет[144].
- Юрчишин Степан Федорович, 67, радянський і український футболіст, тренер та футбольний функціонер[145].
- Яровий Олег Вікторович, 22, український військовик, Герой України (посмертно)[146].

### 9 липня
- Іоана Булке, 89, румунська акторка[147].
- Поклад Ігор Дмитрович, 83, український композитор, Народний артист України (1997), Герой України (2021)[148].
- Стівен Роуз, 87, британський нейробіолог та педагог[149].

### 8 липня
- Сеттаров Ділявер Зейверович, 71, український кримськотатарський актор, Заслужений артист України (1993)[150].

### 7 липня
- Мігель Анхель Лопес, 83, аргентинський футболіст та тренер[151].
- Олів'є Марле, 54, французький політик; самогубство[152].
- Старовойт Роман Володимирович, 53, російський політик; самогубство[153].
- Норман Теббіт, 94, британський політик[154].

### 6 липня
- Гелена Таттермусхова, 92, чеська співачка (сопрано) та педагог[155].

### 5 липня
- Гладкий Микола Васильович, 70, український історик та громадський діяч[156].

### 4 липня
- Бадалов Андрій Юрійович, 62, російський інженер, віцепрезидент ПАТ «Транснефть»[157].
- Ліндон Баєрс, 61, канадський хокеїст[158].
- Василина Наталія Володимирівна, 54, український юрист[159].
- Семенова Лідія Костянтинівна, 74, радянська та українська шахістка, гросмейстер (1982)[160].
- Марк Сноу, 78, американський композитор[161].
- Ядгаров Дамір Саліхович, 88, радянський та узбецький політик[162].

### 3 липня
- Діогу Жота, 28, португальський футболіст; ДТП[163].
- Девід Мабуза, 64, південноафриканський політик, віцепрезидент ПАР (2018—2023)[164].
- Майкл Медсен, 67, американський актор[165].
- Пілавов Маноліс Васильович, 61, український футбольний функціонер та проросійський політик[166].
- Пітер Руфаї, 61, нігерійський футболіст[167].
- Андре Сілва, 25, португальський футболіст; ДТП[168].
- Шеліга Тетяна Леонардівна, 76, радянська та українська акторка, Заслужена артистка України (1996)[169].

### 2 липня
- Гудков Михайло Євгенович, 42, російський військовик, генерал-майор, Герой Росії (2023)[170].
- Єгіазарян Рудік Андранікович, 81, радянський вірменський футболіст[171].
- Джуліан Мак-Магон, 56, австралійський актор[172].

### 1 липня
- Ренато Баретич, 62, хорватський поет, письменник та журналіст[173].
- Флоранс Деле, 84, французька письменниця та акторка[174].
- Алекс Дельвеккіо, 93, канадський хокеїст[175].
- Дмитрів Михайло Андрійович, 75, український скульптор[176].
- Дубровний Юрій Михайлович, 71, радянський і український футболіст та тренер[177].
- Захаревич Сергій Анатолійович, 42, український військовик, командир 110-ї ОМБр[178].
- Рінус Ісраел, 83, нідерландський футболіст та тренер[179].

## Червень

### 30 червня
- Лайош Сетмеряну, 81, румунський футболіст[180].

### 29 червня
- Мабандла Дламіні, 94, свазілендський політик, Прем'єр-міністр Свазіленду (1979—1983); дата повідомлення про смерть[181].
- Алан Пікок, 87, британський футболіст[182].
- Устименко Максим Юрійович, 32, український військовий льотчик, Герой України (посмертно)[183].

### 28 червня
- Вашкевич Віктор Миколайович, 73, український історик та педагог, Заслужений працівник освіти України (1997)[184].
- Жак Верньє, 76, французький футболіст[185].
- Калинець Ігор Миронович, 85, український поет, радянський дисидент[186].
- Налбандян Тигран Ваанович, 50, вірменський шахіст, гросмейстер (2004)[187].
- Храмов Юрій Олексійович, 92, радянський та український науковець, історик науки[188].

### 27 червня
- Білл Деллінджер, 91, американський легкоатлет та тренер[189].
- Такахіро Сіраїсі, 34, японський серійний вбивця; страта[190].

### 26 червня
- Боделан Руслан Борисович, 83, український політик, міський голова Одеси (1998—2005)[191].
- Віргіл Танасе, 79, румунський і французький письменник та режисер[192].
- Шапунов Олег Якович, 60, український спортсмен, тренер та арбітр з шашок[193].
- Лало Шифрін, 93, аргентино-американський піаніст, композитор та диригент[194].

### 25 червня
- Наумовець Антон Григорович, 89, український фізик, Заслужений діяч науки і техніки України (1995)[195].
- Кайлі Пейдж, 28, американська порноакторка[196].
- Сичак Зіновія Михайлівна, 70, українська бандуристка та педагог[197].

### 24 червня
- Мохов Ігор Іванович, 74, радянський та російський науковець у галузі фізики атмосфери[198].
- Боббі Шерман, 81, американський співак та актор[199].

### 23 червня
- Джон Кларк, 84, шотландський футболіст[200].
- Леа Массарі, 91, італійська акторка та модель[201].
- Мік Ральфс, 81, британський рок-музикант, учасник гурту «Bad Company»[202].

### 22 червня
- Горецький Радим Гаврилович, 96, білоруський геолог, педагог та громадський діяч[203].
- Франко Теста, 87, італійський велогонщик[204].

### 21 червня
- Ерік Дамманн, 94, норвезький письменник та еколог[205].
- Раджкесвур Пурріаг, 77, маврикійський політик, Президент Маврикію (2012—2015)[206].
- Тализіна Валентина Ілларіонівна, 90, радянська та російська акторка, Народна артистка Росії (1985)[207].

### 20 червня
- Безель Яків Володимирович, 86, радянський та російський науковець, фахівець у галузі автоматизованих систем керування[208].
- Айвар Джайєвер, 96, американський фізик норвезького походження, лауреат Нобелівської премії з фізики (1973)[209].
- Френсіс Ґрем-Сміт, 102, британський астроном[210].
- Маріта Камачо Кірос, 114, коста-риканська громадська діячка та довгожителька, перша леді Коста-Рики (1962—1966)[211].
- Мечислав Млинарський, 69, польський баскетболіст[212].
- Паулі Невала, 84, фінський легкоатлет (метання списа)[213].

### 18 червня
- Ед Кларк, 95, американський юрист та політик[214].
- Брауліо Муссо, 95, чилійський футболіст[215].
- Тєнякова Наталія Максимівна, 80, радянська та російська акторка, Народна артистка Росії (1994)[216].

### 17 червня
- Альфред Брендель, 94, австрійський піаніст[217].
- Бернар Лякомб, 72, французький футболіст та тренер[218].
- Алі Шадмані, ?, іранський військовик, генерал-майор, начальник штабу Збройних сил Ірану[219].

### 16 червня
- Казьмирчук Григорій Дмитрович, 81, український історик[220].

### 15 червня
- Мохаммад Каземі, 63, іранський військовик, бригадний генерал, командувач розвідувальної організації КВІР[221].
- Лашкул Володимир Григорович, 73, український футбольний функціонер та підприємець, голова наглядової ради АТ «Новокаховський річковий порт»[222].

### 14 червня
- Туркі аль-Джассер, ?, саудівський журналіст; страта[223].
- Жук Микола Васильович, 64, український економіст[224].
- Індінок Іван Іванович, 86, радянський та російський політик[225].
- Коротков Володимир Вікторович, 77, радянський тенісист[226].
- Леонард Лаудер, 92, американский підприємець та філантроп[227].
- Феліпенко Юрій Сергійович, 32, український актор[228].
- Сиріл Хазард, 97, британський астроном[229].
- Віолета Чаморро, 95, нікарагуанська політична діячка, Президент Нікарагуа (1990—1997)[230].

### 13 червня
- Ферейдун Аббасі, 66, іранський фізик та політик[231][232].
- Мухаммед Багрі, 64, іранський військовик, генерал-майор, начальник штабу Збройних сил Ірану[233].
- Есмаїл Гаані, 67, іранський військовик, бригадний генерал, командувач сил «Кудс»[234].
- Амір Алі Гаджизаде, 63, іранський військовик, бригадний генерал, командувач Повітряно-космічних сил КВІР[235].
- Хоссейн Саламі, 65, іранський військовик, генерал-майор, головнокомандувач КВІР[236].
- Мохаммад Тегеранчі, 60, іранський фізик та педагог[237].

### 12 червня
- Золтан Горват, 88, угорський фехтувальник на шаблях[238].
- Таборов Борис Володимирович, 65, радянський та український шахіст[239].

### 11 червня
- Браян Вілсон, 82, американський рок-музикант, композитор та музичний продюсер[240].
- Учитель Ігор Леонідович, 70, український підприємець та науковець, голова наглядової ради АТ «Одесагаз»[241].

### 10 червня
- Буяр Букоші, 78, косовський політик, Прем'єр-міністр Косова (1991—2000)[242].
- Сучінда Крапраюн, 91, таїландський політик, Прем'єр-міністр Таїланду (1992)[243].

### 9 червня
- Немешкало Владислав Григорович, 55, радянський український футболіст та тренер[244].
- Слай Стоун, 82, американський музикант[245].
- Терлецький Іван Іванович, 88, радянський український футболіст та тренер[246].
- Фредерік Форсайт, 86, британський письменник[247].

### 8 червня
- Горай Владислав Вікентійович, 57, український співак (тенор), Заслужений артист України (2013)[248].
- Ева Далковська, 78, польська акторка[249].
- Франсіс Джакобетті, 85, французький фотограф та режисер[250].

### 7 червня
- Кравчук Володимир Ярославович, 64, український поет, журналіст та літературознавець[251].

### 5 червня
- Фред Гуцул, 93, канадський хокеїст[252].
- Едгар Лунгу, 68, замбійський політик, Президент Замбії (2015—2021)[253].

### 4 червня
- Марк Гарно, 76, канадський інженер, політик та астронавт, міністр закордонних справ Канади (2021), міністр транспорту Канади (2015—2021)[254].

### 3 червня
- Еуджен Доґа, 88, радянський та молдовський композитор, Народний артист СРСР (1987)[255].
- Пономаренко Володимир Олександрович, 92, радянський і російський науковець у галузі авіаційно-космічної медицини та психології[256].
- Ципердюк Іван Іванович, 38, український футболіст[257].
- Юрченко Герман Юрійович, 85, український музикант та педагог, Народний артист України (2004)[258].

### 2 червня
- Еррол Беннетт, 75, таїтянський футболіст[259].
- Едвард Браян Дейвіс, 80, британський математик[260].
- Біргіт Карлстен, 75, шведська акторка та співачка[261].
- Густав Мраз, 90, чехословацький футболіст[262].
- П'єр Нора, 93, французький історік[263].
- Хосе Луїс Олайсола, 97, іспанський письменник[264].

### 1 червня
- Райнер Гелінг фон Ланценауер, 96, німецький юрист, історик та письменник[265].
- Калиновська Валентина Федорівна, 86, радянська і українська балерина, хореограф, балетмейстер та педагог, Народна артистка СРСР (1968)[266].
- Айше Сеїтмуратова, 88, радянська дисидентка, журналістка, активістка кримськотатарського національного руху[267].
- Федорук Олександр Касьянович, 86, український мистецтвознавець, Заслужений діяч мистецтв України (2003)[268].
- Василь Ябур, 88, словацький лінгвіст та педагог[269].

## Травень

### 31 травня
- Майк Маккаллум, 68, ямайський боксер[270].
- Ернесто Пеллегріні, 84, італійський бізнесмен[270].

### 30 травня
- Валері Махаффей, 71, американська акторка та продюсер[271].
- Лоретта Світ, 87, американська акторка[272].
- Еміл Чупренські, 64, болгарський боксер[273].

### 28 травня
- Нгугі Ва Тхіонго, 87, кенійський письменник[274].
- Пер Норгорд, 92, данський композитор[275].
- Ебрахім Рахбар, 87, іранський письменник[276].
- Клод Руссель, 94, канадський скульптор, художник та педагог[277].
- Джордж Сміт, 95, американський фізик, лауреат Нобелівської премії з фізики (2009)[278].
- Швець Сергій Федорович, 48, український тележурналіст, політичний оглядач.[279]

### 27 травня
- Елвіра Балдіня, 105, радянська та латвійська акторка, Заслужена артистка Латвійської РСР (1955)[280].
- Хуан Рамон Верон, 81, аргентинський футболіст[281].
- Грабін Володимир Володимирович, 91, радянський та український політик.
- Потімков Сергій Юрійович, 70, український політик[282].
- Жан Тібері, 90, французький політик[283].
- Фунтиков Василь Володимирович, 62, радянський та російський актор[284].

### 26 травня
- Валід Аль-Джазем, 65, кувейтський футболіст[285].
- Роберт Джарвік, 79, американський науковець та винахідник[286].
- Гнаткевич Юрій Васильович, 85, український політик та громадський діяч[287].
- Мухаммад аз-Занаті, ?, лівійський політик[288].

### 25 травня
- Сібільов Михайло Миколайович, 80, радянський і український правознавець та педагог[289].

### 24 травня
- Пітер Девід, 68, американський автор коміксів[290].
- Кирил Івков, 78, болгарський футболіст[291].
- Львов Валерій Костянтинович, 72, радянський боксер[292].
- Піро Мілкані, 85, албанський режисер та сценарист[293].

### 23 травня
- Бережний Олександр Миколайович, 67, радянський футболіст[294].
- Мері Гайар, 86, американський фізик[295].
- Мохаммед Лахдар-Хаміна, 91, алжирський режисер та сценарист[296].
- Нікітін Юрій Олександрович, 85, російський письменник-фантаст[297].
- Себаштіан Сальгаду, 81, бразильський фотожурналіст[298].
- Синюкаєв Віктор Миколайович, 83, естонський художник та скульптор[299].
- Павел Халоупка, 66, чехословацький футболіст[300].

### 22 травня
- Гнатів Тамара Франківна, 89, український музикознавець та педагог, Заслужений діяч мистецтв України (2008)[301].
- Крук Юрій Борисович, 83, український політик[302].
- Альфредо Паласіо Гонсалес, 86, еквадорський хірург-кардіолог та політик, Президент Еквадору (2005—2007)[303].
- Аманда Філдінг, 82, британська аристократка та громадська активістка[304].

### 21 травня
- Калмикова Раїса Іванівна, 74, українська майстриня художнього ткацтва, Заслужений майстер народної творчості України (2020)[305].
- Марта Кон, 105, французька розвідниця та письменниця[306].
- Лебедєв Кирило Вадимович, 33, російський хокеїст[307].
- Аласдер Макінтайр, 96, американський філософ та педагог[308].
- Портнов Андрій Володимирович, 51, український політик та юрист; вбивство[309].
- Скирда Тамара Іванівна, 100, радянський і український науковець та педагог[310].
- Дуглас Чемберлен, 94, британський кардіолог[311].
- Альбрехт Шене, 99, німецький германіст та педагог[312].

### 20 травня
- Кей Артур, 91, американська письменниця[313].
- Ніно Бенвенуті, 87, італійський боксер[314].
- Франсіско де Бурбон-і-Ескасані, 81, іспанський аристократ[315].
- Джордж Вендт, 76, американський актор[316].
- Джоан Гаррісон, 89, південноафриканська плавчиня[317].
- Гаді Кінда, 31, ізраїльський футболіст[318].
- Міне Кондо, 114, японська довгожителька[319].
- Джаянт Нарлікар, 86, індійський астрофізик та письменник[320].
- Чан Дик Лионг, 88, в'єтнамський політик, Президент В'єтнаму (1997—2006)[321].

### 19 травня
- Ґіна Георгій Миколайович, 93, радянський і український диригент, композитор, скрипаль та педагог, Народний артист України (2002)[322].
- Григорович Юрій Миколайович, 98, радянський і російський артист балету, балетмейстер та педагог, Народний артист СРСР (1973)[323].
- Кетлін Г'юз, 96, американська акторка[324].
- Аврора Клавель, 88, мексиканська акторка[325].
- Ігнасіо Родрігес, 68, мексиканський футболіст (голкіпер) та тренер[326].
- Семенов Юрій Олексійович, 78, український палеонтолог[327].

### 18 травня
- Блок-Миримська Ольга Іванівна, 70, радянська та російська акторка, Народна артистка Росії (2006)[328].
- Ігнатенко Людмила Сергіївна, 82, радянська та українська акторка, Заслужена артистка Української РСР (1978)[329].
- Ночовкін Анатолій Петрович, 96, український радянський діяч[330].
- Джеймс Тілл, 93, канадський лікар, біофізик та педагог[331].

### 17 травня
- Пол Деркан, 80, ірландський поет[332].
- Дєдов Борис Степанович, 68, український художник, Заслужений діяч мистецтв України (2006)[333].

### 16 травня
- Грушко Леонід Олексійович, 68, український радянський діяч[334].
- Пітер Лакс, 99, американський математик[335].
- Ядвіґа Раппе, 73, польська співачка (контральто)[336].

### 15 травня
- Гайді Айстерленер, 75, німецька тенісистка[337].
- Луїджі Альва, 98, перуанський співак (тенор) та педагог[338].
- Душан Вуйович, 73, сербський економіст, політик та педагог, міністр фінансів Сербії (2014—2018)[339].
- Тайна Елг, 95, фіно-американська акторка[340].
- Емманюель Кунде, 68, камерунський футболіст та тренер[341].
- Плющ Марія Яківна, 99, український лінгвіст та педагог, Заслужений працівник освіти України (1995)[342].
- Романов Борис Миколайович, 76, український художник[343].
- Шиколенко Наталія Іванівна, 60, радянська та білоруська легкоатлетка (метання списа)[344].

### 14 травня
- Андрусяк Анна-Дарія Іларіонівна, 67, українська акторка та режисер, Заслужена артистка України (2002)[345].
- Камалов Герберт Леонович, 84, радянський та український хімік, Заслужений діяч науки і техніки України (1992)[346].

### 13 травня
- Кіт Бонд, 86, американський політик[347].
- Танікава Тейдзіро, 92, японський плавець[348].
- Хосе Мухіка, 89, уругвайський політик, Президент Уругваю (2010—2015)[349].

### 12 травня
- Властіміл Горт, 81, чехословацький та німецький шахіст, гросмейстер (1965)[350].
- Івасюта Орест Васильович, 55, український майстер художньої обробки металу, педагог[351].
- Калиниченко Олександр Анатолійович, 58, радянський та український весляр-каноїст[352].
- Неліпа Максим Володимирович, 48, український актор та телеведучий[353].
- Мохаммед Сінвар, 49, палестинський терорист[354].

### 11 травня
- Роберт Бентон, 92, американський режисер та сценарист[355].
- Геращенко Віктор Володимирович, 87, радянський і російський економіст та банкір[356].
- Крівченко Юрій Сергійович, 89, радянський та український металург[357].
- Вілберфорс Мфум, 88, ганський футболіст[358].
- Енцо Феррарі, 82, італійський футболіст та тренер[359].
- Шишлов Федір Васильович, 93, радянський політично-господарський діяч, Герой Соціалістичної Праці (1969)[360].

### 10 травня
- Метью Бест, 68, британський диригент та співак (бас)[361].
- Гребешкова Ніна Павлівна, 94, радянська та російська акторка, Заслужена артистка Росії (2001)[362].

### 9 травня
- Багаутдін Магомедов, ?, дагестанський ісламський проповідник[363].
- Курт Шмід, 82, австрійський і український диригент та композитор[364].

### 8 травня
- Джосая Райсуке, 30, фіджійський регбіст[365].

### 7 травня
- Мирон Іван Васильович, 96, український громадський діяч, радянський дисидент[366].
- Клеопа Мсуя, 94, танзанійський політик, Прем'єр-міністр Танзанії (1980—1983, 1994—1995)[367].
- Салім Назім, 70, пакистанський хокеїст на траві[368].
- Ентоні Нанн, 97, британський хокеїст на траві[369].
- Жакоб Паліс, 85, бразильський математик[370].
- Гаральд Плахтер, 74, німецький біолог та педагог[371].
- Анжело Рінальді, 84, французький письменник[372].
- Федорук Микола Трохимович, 71, український політик, міський голова Чернівців (1994—2011)[373][374].

### 6 травня

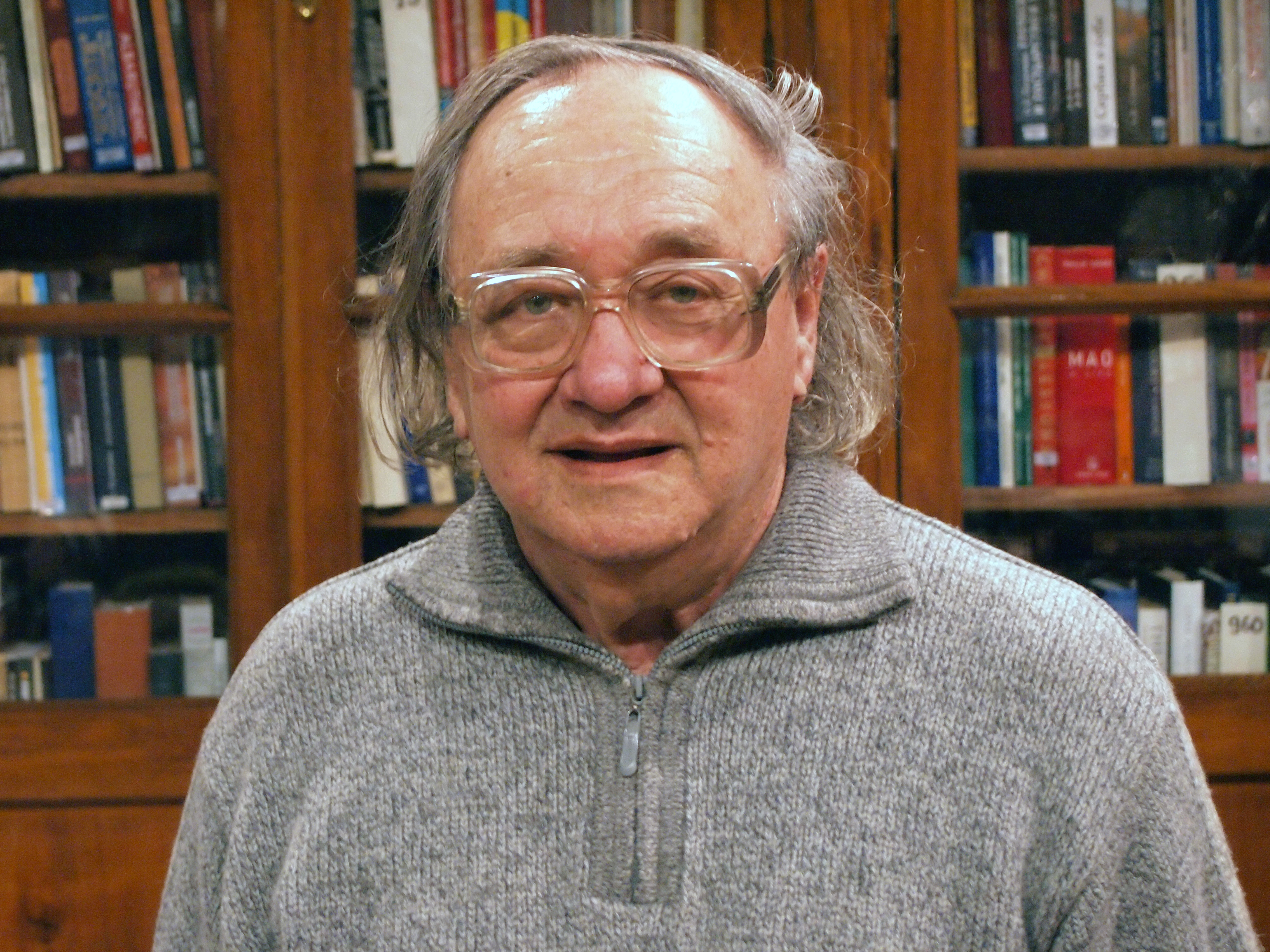
Валерій Шевчук

- Васкевич Анатолій Мар'янович, 88, український художник[375].
- Баррі Брукс Лонґ'єр, 82, американський письменник-фантаст[376].
- Джозеф Най, 88, американський політолог та педагог[377].
- Стівен Фабіан, 95, американський художник[378].
- Джеймс Фолі, 71, американський режисер[379].
- Шевчук Валерій Олександрович, 85, український письменник-шістдесятник та перекладач[380].
- Качуша Яшарі, 78, косовська політична діячка[381].

### 5 травня
- Луїс Гальван, 77, аргентинський футболіст[382].
- Гамкрелідзе Реваз Валеріанович, 98, радянський та російський математик[383].
- Кузик Валентина Володимирівна, 81, український музикознавець, піаністка та педагог[384][385].
- Куян Володимир Григорович, 98, український агроном та педагог[386].
- Микицей Марія Дмитрівна, 59, українська поетеса та журналістка[387].
- Орел Лідія Григорівна, 88, український етнограф та громадська діячка, Заслужений працівник культури України (1995)[388].

### 4 травня
- Авдишев Віктор Юрійович, 69, радянський борець греко-римського стилю[389].
- Євдокимова Алефтина Миколаївна, 85, радянська та російська акторка, Народна артистка Росії (1992)[390].
- Давид Карако, 80, ізраїльський футболіст та тренер; дата повідомлення про смерть[391].
- Пітер Макпарланд, 91, північноірландський футболіст та тренер; дата повідомлення про смерть[392].
- Марсюк Василь Андрійович, 87, радянський і український поет та письменник[393].
- Потанін Андрій Миколайович, 85, радянський і російський фізик, тенісист та тренер[394][395].

### 3 травня
- Пол ван Гейдонк, 99, бельгійський художник[396].

### 2 травня
- Джордж Раян, 91, американський політик[397].
- Гаррі Фріц, 74, американський тенісист[398].

### 1 травня
- Таші Вангді, 78, тибетський дипломат та політик[399].
- Девід Вудфілд, 81, британський футболіст та тренер; дата повідомлення про смерть[400].
- Маноло Касерес, 76, іспанський футбольний вболівальник[401].
- Прищепа Богдан Анатолійович, 67, український археолог[402].
- Андрейс Прохоренковс, 48, латвійський футболіст[403].

## Квітень

### 30 квітня
- Жюль Вейденбос, 83, суринамський політик, Президент Суринаму (1996—2000), Прем'єр-міністр Суринаму (1987—1988)[404].
- Власенко Володимир Максимович, 90, український науковець у галузі ветеринарної медицини[405].
- Іна Канабарро Лукас, 116, бразильська довгожителька[406].
- Лозанський Едуард Дмитрович, 84, радянський та американський фізик[407].

### 29 квітня
- Ед Ван Імп, 84, канадський хокеїст[408].
- Йозеф Вінігер, 81, швейцарський письменник та перекладач[409].

### 27 квітня
- Гафаров Фідан Сафич, 77, радянський і російський співак та актор, Народний артист Росії (1984)[410].

### 26 квітня
- Бондаренко Олександр Миколайович, 30, український військовик, Герой України (посмертно)[411].
- Жаїр да Коста, 84, бразильський футболіст[412].
- Жозе Карлуш, 83, португальський футболіст та тренер[413].
- Окагі Хаясі, 115, японська довгожителька[414].

### 25 квітня
- Алексіс Герман, 77, американська політична діячка, міністр праці США (1997—2001)[415].
- Москалик Ярослав Ярославович, 58, російський військовик, генерал-лейтенант[416].

### 24 квітня
- Бурков Володимир Миколайович, 85, радянський та російський науковець у галузі теорії керування, педагог[417].

### 23 квітня
- Ежен Коффі Адоболі, 90, тоголезький політик, Прем'єр-міністр Того (1999—2000)[418].
- Антоній (Москаленко), 84, ієрарх РПЦ, архиєпископ Уральський (1991—2022), єпископ Чернівецький і Буковинський (1986—1990)[419].
- Фуад Мубазаа, 91, туніський політик, в. о. Президента Тунісу (2011)[420].
- Перехожук Сергій Павлович, 58, український художник та кобзар[421].

### 22 квітня
- Александра Фреліх, 58, німецька журналістка та письменниця; вбивство[422].
- Церетелі Зураб Костянтинович, 91, радянський, грузинський і російський художник та скульптор, Герой Соціалістичної Праці (1990)[423].

### 21 квітня
- Герберт Дж. Ганс, 97, американський соціолог та педагог[424].
- Жук Микола Васильович, 48, український політик[425].
- Кривий Микола Васильович, 76, український письменник та журналіст[426].
- Мороз Володимир Вікторович, 57, український політик[427].
- Гі Улленс, 90, бельгійський колекціонер мистецтва, філантроп[428].
- Франциск, 88, аргентинський католицький прелат, Папа Римський (2013—2025), архієпископ Буенос-Айреський (1998—2013)[429].

### 20 квітня
- Уго Гатті, 80, аргентинський футболіст (голкіпер)[430].
- Головушкін Михайло Ігорович, 75, український зоолог та полярник[431].
- Кімбл Рендалл, 67, австралійський музикант та режисер; дата повідомлення про смерть[432].
- Шубіна Марія Тимофіївна, 94, радянська спортсменка (веслування на байдарках)[433].

### 19 квітня
- Дем'єн Бродерік, 80, австралійський письменник-фантаст[434].
- Ніват Срісават, 75, таїландський футболіст та тренер[435].

### 18 квітня
- Джуліо Драго, 62, італійський футболіст (голкіпер)[436].
- Панков Рудольф Миколайович, 87, радянський та російський актор[437].
- Никола Покривач, 39, хорватський футболіст; ДТП[438].

### 17 квітня
- Баранцова Тетяна Вікторівна, 51, українська громадська діячка[439].
- Любомир Симович, 89, сербський письменник[440].
- Цигилик Олег Іванович, 86, український співак (баритон), диригент та педагог[441].
- Яромір Штєтіна, 82, чеський журналіст, письменник та політик[442].

### 16 квітня
- Нора Аунор, 71, філіппінська акторка та співачка[443].
- Аарон Бупендза, 28, габонський футболіст[444].
- Кедров Костянтин Олександрович, 82, радянський і російський поет, філософ та літературознавець[445].

### 15 квітня
- Реума Вейцман, 99, ізраїльська громадська діячка, перша леді Ізраїлю (1993—2000)[446].
- Синьов Віктор Миколайович, 85, радянський і український педагог та психолог[447].
- Сокіл Василь Васильович, 70, український філолог, фольклорист та педагог[448].

### 14 квітня
- Абдулла Ахмад Бадаві, 85, малайзійський політик, Прем'єр-міністр Малайзії (2003—2009)[449].
- Яаків Кіршен, 87, ізраїльський карикатурист, блогер[450].
- Муратов Олександр Ігорович, 89, радянський і український режисер, сценарист та письменник[451].

### 13 квітня
- Річард Армітедж, 79, американський політик та дипломат[452].
- Богач Володимир Володимирович, 53, радянський та український футболіст[453].
- Маріо Варгас Льйоса, 89, перуанський письменник, лауреат Нобелівської премії з літератури (2010)[454].
- Попова Діна Олегівна, 47, директорка Музею історії міста Києва (з вересня 2022 року)[455].
- Курт Райхманн, 84, німецький майстер народних музичних інструментів[456].

### 12 квітня
- Іванов Павло Іванович, 26, український військовий льотчик, Герой України (посмертно)[457].
- Абубакер Какі, 35, суданський легкоатлет[458].
- Крістіан Чукву, 74, нігерійський футболіст[459].

### 11 квітня
- Ґрещук Василь Васильович, 75, український лінгвіст, Заслужений діяч науки і техніки України (2014)[460].
- Джеррі Макнамара, 90, канадський хокеїст[461].

### 10 квітня
- Лео Бенгаккер, 82, нідерландський футбольний тренер[462].
- Бойко Тарас Богданович, 62, український перекладач[463].
- Ніклас Еклунд, 56, шведський музикант[464].
- Косевич Олександр Олександрович, 59, український футболіст, тренер та футбольний функціонер[465].
- Тед Котчефф, 94, канадський режисер[466].
- Пітер Ловсі, 88, британський письменник детективного жанру[467].
- Татарнюк Ярослава Василівна, 102, українська громадська активістка[468].
- Тітик Пуспа, 87, індонезійська співачка[469].

### 9 квітня
- Кузьменко Анатолій Федорович, 87, український художник та педагог[470].

### 8 квітня
- Герасименко Світлана Іванівна, 80, радянський і таджикистанський астроном[471].
- Гуран Ігор Йосипович, 70, український математик[472].
- Данилейко Микола Іванович, 67, український інженер, голова правління ПрАТ «Кредмаш»[473].
- Амара Ессі, 80, політик та дипломат Кот-д'Івуару, голова Генеральної Асамблеї ООН (1994—1995)[474].
- Вахдеттін Ішсевер, 56, турецький боксер[475].
- Манга Аїлтон Корреа Арруда, 87, бразильський футболіст[476].
- Тадж Хайдер, 83, пакистанський політик, математик та драматург[477].

### 7 квітня
- Раґгбір Лал, 95, індійський хокеїст на траві[478].

### 6 квітня
- Хорхе Боланьйо, 47, колумбійський футболіст[479].
- Альбер Вануччі, 77, французький футболіст та тренер[480].
- Литвиненко Таїсія Йосипівна, 90, радянська і українська акторка, режисер та педагог, Народна артистка Української РСР (1988)[481].
- Момоду Ламін Седат Джобе, 80, гамбійський політик та дипломат, міністр закордонних справ Гамбії (1998—2001)[482].
- Джеремія Острікер, 87, американський астрофізик[483].
- Пилипенко Михайло Федорович, 88, білоруський етнолог[484].
- Роберто де Сімоне, 91, італійський режисер, актор та композитор[485].
- Черняк Франц Андрійович, 86, український художник скла та кераміки, педагог[486].

### 5 квітня
- Половінко Маргарита Русланівна, 31, українська художниця[487].

### 4 квітня
- Амаду Багайок, 70, малійський музикант[488].
- Паша Технік, 40, російський репер[489]

### 3 квітня
- Андреас, принц Саксен-Кобург-Готський, 82, німецький аристократ та політик[490].
- Іван Клей, 66, бразильський тенісист[491].
- Даніель Клугер, 73, ізраїльський письменник-фантаст та перекладач[492].
- Їржі Кохта, 78, чехословацький хокеїст[493].
- Маргарита Ксепа, 93, албанська акторка[494].
- Хейккі Хасу, 99, фінський лижник[495].

### 2 квітня
- Гребеножко Олександр Олександрович, 48, український футболіст та тренер[496].
- Кхамтай Сіпхандон, 101, лаоський військовик та політик, Президент Лаосу (1998—2006), Прем'єр-міністр Лаосу (1991—1998)[497].

### 1 квітня
- Леандро Домінгес, 41, бразильський футболіст[498].
- Алфі Кабільйо, 89, хорватський композитор та диригент[499].
- Арсеніо Кампос, 79, мексиканський актор[500].
- Вел Кілмер, 65, американський актор[501].
- Павловський Віталій Андрійович, 86, український поет[502].
- Джонні Тіллотсон, 86, американський співак[503].

## Березень

### 31 березня
- Ів Буассе, 86, французький режисер та сценарист[504].
- Голотов Сергій Іванович, 63, радянський і український волейболіст та тренер[505].
- Марк Лафорест, 62, канадський хокеїст[506].
- Сафонов Юрій Миколайович, 53, український економіст та педагог[507].

### 30 березня
- Барбара Фрішмут, 83, австрійська письменниця[508].

### 29 березня
- Козюбра Микола Іванович, 87, український юрист[509].
- Ервін Ланц, 94, австрійський політик, юрист та дипломат[510].
- Річард Чемберлен, 90, американський актор[511].

### 28 березня
- Йоганн Айгенштіллер, 81, австрійський футболіст та тренер[512].
- Горбенко Геннадій Анатолійович, 49, український легкоатлет[513].
- Алфредо Мастарда Фільйо, 78, бразильський футболіст[514].
- Тібілов Марат Георгійович, 36, російський військовик, Герой Росії (2025)[515].
- Young Scooter, 39, американський репер[516].

### 27 березня
- Асланян Марлен Мкртичевич, 93, радянський та російський генетик[517].
- Отто Тольнаї, 84, угорський письменник[518].

### 26 березня
- Стеф Вертхаймер, 98, ізраїльський підприємець, політик та громадський діяч[519].

### 25 березня
- Хуан Агілера, 63, іспанський тенісист[520].
- Крістофер Ерет, 83, американський історик[521].

### 24 березня
- Твердохлєбова Ольга Іванівна, 101, радянська українська розвідниця, ветеран Другої світової війни[522].

### 23 березня
- Біленька Ліна Григорівна, 100, українська поетеса[523].
- Дубина Дмитро Васильович, 75, український ботанік[524].
- Міа Лав, 49, американська політична діячка[525].

### 22 березня
- Джессіка Абер, 43, американський юрист[526].
- Світлана Броз, 69, боснійська письменниця та кардіолог[527].
- Голубкіна Лариса Іванівна, 85, радянська та російська акторка, Народна артистка Росії (1991)[528].
- Лисенко Ольга Георгіївна, 83, радянська та російська акторка[529].
- Джамель Менад, 64, алжирський футболіст та тренер[530].

### 21 березня
- Горобець Олександр Олександрович, 75, український журналіст та письменник[531].
- Губанов Яків Іванович, 71, український композитор та музикознавець[532].
- Джанкарло Ґуерріні, 85, італійський ватерполіст[533].
- Штефан Квієтік, 90, словацький актор[534].
- Джордж Форман, 76, американський боксер[535].
- Шендрик Олександр Миколайович, 75, український хімік, Заслужений діяч науки і техніки України (2018)[536].

### 20 березня
- Едді Джордан, 76, ірландський бізнесмен і телеведучий, засновник і власник команди «Джордан» (Формула-1)[537].
- Постніков Володимир Михайлович, 78, український актор, Заслужений артист України (1998)[538].
- Фокін Вітольд Павлович, 92, радянський та український політик, Прем'єр-міністр України (1990—1992)[539].

### 19 березня
- Андрія Делібашич, 43, чорногорський футболіст[540].
- Калістрат Куцов, 76, румунський боксер та тренер; дата повідомлення про смерть[541].
- Семидоцька Жанна Дмитрівна, 88, український лікар-нефролог та педагог, Заслужений діяч науки і техніки України (2002)[542].
- Степанов Володимир Володимирович, 74, український лікар-хірург[543].
- Шацький Анатолій Олексійович, 71, український громадський активіст, радянський дисидент[544].

### 18 березня
- Канзі, 44, самець карликового шимпанзе (бонобо), задіяний у експериментах з навчання мавп мові[545].
- Надя Кассіні, 76, американська акторка[546].
- Кіркоров Бедрос Філіпович, 92, болгарський та російський співак, Народний артист Росії (2012)[547].
- Вламір Маркес, 87, бразильський баскетболіст та тренер[548].

### 17 березня
- Шнайдер-Сенюк Марія Несторівна, 88, українська художниця, майстриня гобелена[549].

### 16 березня
- Емілі Дек'єнн, 43, бельгійська акторка[550].
- Дубровський Едуард Олександрович, 88, радянський та російський сценарист[551].
- Томаш Клоучек, 45, чеський хокеїст[552].

### 15 березня
- Лес Бінкс, 77, північноірландський барабанщик, учасник групи Judas Priest (1977—1979)[553].
- Петер Біхсель, 89, швейцарський письменник та журналіст[554].
- Ілля (Ноздрін), 93, схиархімандрит РПЦ[555].
- Петер Кохер, 85, швейцарський астроном-аматор[556].
- Доріс Фічен, 56, німецька футболістка[557].

### 14 березня
- Ганул Дем'ян Вадимович, 32, український громадський активіст; вбивство[558].
- Даг Солстад, 83, норвезький письменник[559].

### 13 березня
- Губайдуліна Софія Асгатівна, 93, радянський та російський композитор[560].
- Посухов Валентин Іванович, 86, український журналіст, краєзнавець, письменник та поет[561].
- Марія Грація Спіна, 88, італійська акторка[562].
- Чебаник Василь Якович, 91, український художник та педагог, Заслужений діяч мистецтв України (1979)[563].

### 12 березня
- Клаус Кобуш, 83, німецький велогонщик[564].
- Мізюк Богдан Михайлович, 76, український економіст[565].
- Семенов Валерій Сергійович, 49, український інженер[566].

### 11 березня
- Безшапочний Сергій Борисович, 78, радянський і український лікар-отоларинголог та педагог, Заслужений діяч науки і техніки України (1996)[567].
- Джуніор Бриджмен, 71, американський баскетболіст[568].
- Нораїр Нурікян, 76, болгарський важкоатлет[569].

### 10 березня
- Ендрю Пол Вулф, 99, американський баскетболіст[570].
- Френсіс Біллі Гіллі, 76, політик Соломонових островів, Прем'єр-міністр Соломонових островів (1993—1994)[571].
- Стенлі Джаффе, 84, американський продюсер[572].

### 9 березня
- Левків Тарас Богданович, 84, український художник та кераміст, Заслужений діяч мистецтв України (1997)[573].
- Річард Мактаггарт, 89, британський боксер[574].
- Накаяма Акінорі, 82, японський гімнаст[575].
- Йола Рамірес, 90, мексиканська тенісистка[576].

### 8 березня
- Ліза Джейн Сміт, 66, американська письменниця[577].

### 7 березня
- Бершова Наталія Костянтинівна, 81, радянський і український біолог та педагог[578].
- Девід Вунагі, 73, політик та релігійний діяч Соломонових островів[579].

### 6 березня
- Балан Іван Дмитрович, 83, український художник[580].
- Походенко Віталій Дмитрович, 89, український хімік, Заслужений діяч науки і техніки України (1995)[581].
- Філіппов Євген Костянтинович, 81, радянський і український кінооператор, продюсер та педагог[582].

### 5 березня
- Памела Бах, 61, американська акторка та модель; самогубство[583].
- Васюта Олег Іванович, 74, радянський та російський моряк-підводник, Герой Росії (1998)[584].
- Журавльов Сергій Миколайович, 65, український радянський футболіст[585].
- Стогній Володимир Сергійович, ?, український військовик[586].
- Фред Столл, 86, австралійський тенісист[587].
- Чарльз Тарт, 87, американський психолог та педагог[588].
- Норберто Уесо, 68, сальвадорський футболіст та тренер[589].

### 4 березня
- Гордієвський Олег Антонович, 86, радянський розвідник та дипломат, подвійний агент КДБ і MI6[590].
- Волтер А. Елвелл, 87, американський теолог[591].
- Малько Сергій Миколайович, 71, український радянський футболіст[592].
- Селвін Рааб, 90, американський журналіст[593].

### 3 березня
- Лінкольн Діас-Баларт, 70, американський політик[594].
- Елеонора Джорджі, 71, італійська акторка[595].
- Студьонова Людмила Валентинівна, 83, українська журналістка, бібліотекознавець та краєзнавець, Заслужений працівник культури України (2018)[596].

### 2 березня
- Сайтієв Бувайсар Хамідович, 49, російський борець вільного стилю[597].
- Педро Сарралукі, 70, іспанський письменник[598].

### 1 березня
- Багратіоні-Грузинський Нугзар Петрович, 74, грузинський аристократ та режисер[599].
- Джек Веттріано, 73, шотландський художник[600].
- Гула Антон Семенович, 80, український майстер різьблення по дереву та педагог[601].
- Тулліо Ланезе, 78, італійський футбольний суддя, арбітр ФІФА (1986—1992)[602].
- Мартинов Юрій Григорович, 67, радянський та російський композитор[603].
- Мотика Ярослав Миколайович, 82, український скульптор[604].
- Наумов Сергій Олександрович, 66, український історик[605].
- Флор Прокуна, 72, мексиканська акторка[606].
- Енджі Стоун, 63, американська співачка; ДТП[607].
- Шемшученко Юрій Сергійович, 89, український правознавець, Заслужений діяч науки і техніки України (1995)[608].

## Лютий

### 28 лютого
- Джозеф Вембо, 88, американський письменник[609].

### 27 лютого
- Азарьонок Юрій Володимирович, 60, білоруський журналіст[610].
- Мелоді Бітті, 76, американська письменниця[611][612].
- Спаський Борис Васильович, 88, радянський, французький та російський шахіст, гросмейстер (1955)[613].
- Хав'єр Дорадо, 48, іспанський футболіст[614].

### 26 лютого
- Джозеф Бернс, 83, американський астроном[615].
- Джин Гекмен, 95, американський актор; дата повідомлення про смерть[616].
- Глєбова Ірина Миколаївна, 75, українська російськомовна письменниця[617].
- Журкін Віталій Володимирович, 97, радянський та російський історик[618].
- Мороженко Олександр Васильович, 88, український астрофізик[619].
- Ганс Піркнер, 78, австрійський футболіст[620].
- Повстенко Валерій Семенович, 73, український футболіст та тренер[621].
- Рябов Віктор Васильович, 87, радянський та російський історик[622].
- Мішель Трахтенберг, 39, американська акторка[623].

### 25 лютого
- Бешляге Володимир Васильович, 93, молдавський письменник[624].
- Іванчов Павло Васильович, 52, український хірург[625].
- Роберто Орсі, 51, американський сценарист та продюсер[626].
- Хугаєва Валерія В'ячеславівна, 97, радянська та російська акторка, Народна артистка Росії (1971)[627].

### 24 лютого
- Роберта Флек, 88, американська співачка[628].

### 22 лютого
- Бєлов Олександр Федорович, 74, український політик та науковець, Заслужений діяч науки і техніки України (2001)[629].
- Ганс ван ден Брук, 88, нідерландський політик, міністр закордонних справ Нідерландів (1982—1993)[630].
- Піркко Вахтеро, 88, фінська художниця поштових марок та геральдистка[631].
- Кальченко Валерій Михайлович, 77, український політик, міністр з надзвичайних ситуацій України (1996—1999)[632].

### 21 лютого
- Клінт Гілл, 93, агент Секретної служби США[633].
- П'єро Гонф'янтіні, 87, італійський футболіст[634].
- Дулат Ісабеков, 82, казахстанський письменник[635].

### 20 лютого
- Пітер Джейсон, 80, американський актор[636].
- Ілкка Куусісто, 91, фінський композитор[637].
- Павліський Василь Михайлович, 84, український науковець та футболіст[638].
- Сушенцева Лілія Леонідівна, 72, радянський та український педагог[639].
- Джордж Шелдрик, 82, британський хімік[640].

### 19 лютого
- Річард Гейтон, 97, американський герпетолог[641].
- Постольник Лідія Іванівна, 89, радянська господарська діячка, Герой Соціалістичної Праці (1971)[642].

### 17 лютого
- Ворохта Алла Іванівна, 78, українська художниця та педагог[643].
- Джеймс Гаррісон, 88, австралійський донор плазми крові, який пожертвував плазму крові 1173 рази, через що потрапив до Книги рекордів Гіннеса[644].
- Антонін Має, 95, канадська акадійська письменниця[645].
- Мамут Чурлу, 78, український художник кримськотатарського походження[646].

### 16 лютого
- Віктор Антонов, 52, болгарський художник; дата повідомлення про смерть[647].
- Рубен Оскар Вальдес, 78, іспанський футболіст та тренер[648].
- Заворотній Олексій Тимофійович, 76, український актор, драматург, поет, сценарист та кінорежисер, Заслужений артист України (1996)[649].
- Кім Се Рон, 24, південнокорейська акторка[650].
- Смертюк Богдан Степанович, 76, радянський та російський архітектор[651].

### 15 лютого
- Ширін Абдуллаєва, 19, узбецька співачка, акторка та модель[652].
- Герхарт Баум, 92, німецький політик, міністр внутрішніх справ ФРН (1978—1982)[653].
- Воронцов Реджинальд Іванович, 87, радянський та український велоконструктор[654].
- Давидович Рувен Лейзерович, 94, радянський хімік[655].
- Мухсін Хендрікс, 57, південноафриканський імам та ЛГБТ-активіст[656].

### 14 лютого
- Женев'єв Паж, 97, французька акторка[657].

### 13 лютого
- Артур Бата, 84, польський історик, археолог та журналіст[658].
- Марченко Марина Григорівна, 81, український педагог[659].
- Обуховський Олександр Вікторович, 45, український громадський активіст та військовик; ДТП[660].
- Джим Гай Такер, 81, американський політик та юрист[661].

### 12 лютого
- Тоні Бедо, 45, британський футболіст[662].
- Алі Ґаґарін, 75, суданський футболіст, дипломат та футбольний функціонер[663].
- Голмс Ролстон III, 92, американський філософ[664].
- Сліпак Орест Ярославович, 56, український лікар та громадський діяч[665].

### 11 лютого
- Георгіос Рубаніс, 95, грецький легкоатлет[666].
- Чепурко Богдан Петрович, 75, український письменник[667].
- Івонн Шоке-Брюа, 101, французький математик та фізик[668].

### 10 лютого
- Войцех Дзембовський, 85, польський астроном[669].
- Клименко Володимир Степанович, 50, український політик[670].
- Постоленко Валерій Анатолійович, 60, радянський і український футболіст та тренер[671].

### 9 лютого
- Пітер Гаґґет, 92, британський географ[672].
- Том Роббінс, 92, американський письменник[673].
- Майкл Ротвелл, 71, американський яхтсмен[674].
- Стриженов Олег Олександрович, 95, радянський та російський актор, Народний артист СРСР (1988)[675].

### 8 лютого
- Давидов Михайло Іванович, 77, радянський та російський хірург-онколог[676].
- Метт Дойл, 67, американський тенісист[677].
- Мушировський Володимир Макарович, 75, український краєзнавець, директор Рівненського обласного краєзнавчого музею (1991—2005)[678].
- Сем Нуйома, 95, політик, Президент Намібії (1990—2005)[679].
- Сало Іван Андрійович, 84, український письменник та публіцист[680].
- Терський Святослав Володимирович, 62, український історик та археолог[681].
- Роза Файн, 95, радянська і німецька скрипалька та педагог[682].

### 7 лютого
- Тоомас Лейус, 83, естонський тенісист[683].

### 6 лютого
- Новохатній Андрій Олександрович, 99, радянський та український господарський діяч, керівник сіверськодонецького НВО «Імпульс» (1959—1987)[684].
- Резников Вадим Григорович, 85, радянський та український спортсмен, тренер зі стрільби з луку[685].
- Поль-Лу Сулітцер, 78, французький письменник[686].

### 5 лютого
- Вертій Анатолій Іванович, 64, український актор, Заслужений артист України (2016)[687].
- Ірв Готті, 54, американський музичний продюсер[688].
- Марченко Олександр Анатолійович, 66, український фізик[689].

### 4 лютого
- Сід Ахмед Гозалі, 87, алжирський політик, Прем'єр-міністр Алжиру (1991—1992)[690].
- Ернст-Йоахім Кюпперс, 82, німецький плавець[691].
- Марія Тереза Орта, 87, португальська письменниця[692].
- Пол Плішка, 83, американський співак (бас)[693].
- Емма Попик, 75, польська письменниця[694].

### 3 лютого
- Майкл Буравой, 77, британський соціолог; ДТП[695].
- Антоніо Ліма дос Сантос, 83, бразильський футболіст[696].
- Саркісян Армен Нагапетович, 46, український злочинець та проросійський бойовик вірменського походження[697].
- Спіцин Антон Вадимович, ?, український військовик, Герой України (посмертно)[698].
- Халєєва Ірина Іванівна, 78, радянський та російський філолог[699].

### 2 лютого
- Огюн Алтипармак, 86, турецький футболіст[700].
- Маріон Візель, 94, австрійсько-американська перекладачка[701].
- Фрідріх Вільгельм Браун, 83, бразильський баскетболіст[702].
- Петер Ендерс, 62, німецький шахіст, гросмейстер (1997)[703].
- Єфремов Сергій Вікторович, 51, російський політик та воєначальник, Герой Росії (посмертно)[704].
- Двейн Козловські, 65, американський борець греко-римського стилю[705].
- Самойленко Григорій Васильович, 89, український філолог та літературознавець, Заслужений діяч науки і техніки України (2006)[706].

### 1 лютого
- Горст Келер, 81, німецький політик, федеральний президент Німеччини (2004—2010)[707].
- Едвард Тириак'ян, 95, американський соціолог та педагог вірменського походження[708].
- Хаїт Валерій Ісаакович, 85, радянський і український російськомовний письменник, поет та журналіст[709].

## Січень

### 31 січня
- Дупляк Віталій Дмитрович, 83, український інженер-гідротехнік[710].

### 30 січня
- Дік Баттон, 95, американський фігурист[711].
- Стенлі Ларсон Велш, 96, американський ботанік[712].
- Колокольніков Станіслав Георгійович, 63, український актор, Заслужений артист України (2016)[713].
- Матвієвська Галина Павлівна, 94, радянський і російський математик, сходознавець та письменниця, Заслужений діяч науки Узбецької РСР (1980)[714].
- Найда Ярослав Андрійович, 80, український композитор, Заслужений працівник культури України (2002)[715].
- Маріанна Фейтфулл, 78, британська співачка[716].
- Джуліус Чан, 85, політик, Прем'єр-міністр Папуа Нової Гвінеї (1980—1982, 1994—1997)[717].
- Шаймухаметова Людмила Миколаївна, 73, російський музикознавець та педагог, Заслужений діяч мистецтв Росії (2007)[718].
- Зоран Якшич, 64, сербський науковець, письменник-фантаст та перекладач[719].

### 29 січня
- Кривохижа Анатолій Михайлович, 99, український культурний діяч та педагог, Народний артист Української РСР (1973)[720].
- Ліпкан Анатолій Васильович, 85, український промисловець[721].
- Салван Моміка, 38, шведський антиісламський активіст іракського походження[722].

### 28 січня
- Левчук Лариса Тимофіївна, 84, український мистецтвознавець[723].
- Шкабардня Михайло Сергійович, 94, радянський політик, міністр приладобудування, засобів автоматизації і систем управління СРСР (1980—1989), Герой Соціалістичної Праці (1990)[724].

### 27 січня
- Ян Вермак, 91, південноафриканський тенісист; дата повідомлення про смерть[725].
- Яніс Петерс, 85, латвійський поет і дипломат[726]
- Бальдур Праймль, 85, австрійський спортсмен (стрибки з трампліна)[727].

### 26 січня
- Чіепе Гаосітве Кеагаква Тібі, 102, ботсванська політична діячка, міністр закордонних справ Ботсвани (1985—1994)[728].
- Ніколя Флоріан, 55, французький політик[729].
- Янковський Ігор Ростиславович, 73, радянський та російський актор[730].

### 25 січня
- Анастасій, 95, предстоятель Православної церкви Албанії, архієпископ Тирани і всієї Албанії, митрополит Тирано-Дуррессько-Ельбасанський (1992—2025[731].
- Грег Белл, 94, американський легкоатлет[732].
- Річард Вільямсон, 84, католицький єпископ-лефеврист[733].
- Дражен Далипагич, 73, югославський баскетболіст[734].
- Чорношкур Василь Андрійович, 78, український актор, Народний артист України (2001)[735].

### 24 січня
- Марчін Віха, 52, польський художник та письменник[736].
- Гончаров Микола Єфремович, 99, радянський і український журналіст та письменник[737].
- Міміс Домазос, 83, грецький футболіст[738].
- Степанков Валерій Степанович, 77, український історик, Заслужений працівник освіти України (1993)[739].

### 23 січня
- Гейн Олександр Георгійович, 74, російський математик[740].
- Красимир Кочев, 50, болгарський борець вільного та греко-римського стилю[741].
- Естер Янсма, 76, нідерландська письменниця та поетеса[742].

### 22 січня
- Пилипчук Володимир Мефодійович, 76, український політик, державний та громадський діяч, науковець[743].
- Притула Станіслав Вікторович, 40, український продюсер та військовик[744].
- Саєнко Володимир Андрійович, 83, український письменник та журналіст[745].

### 21 січня
- Ерік Гарт Гадсон, 87, канадський музикант-мультиінструменталіст[746].
- Гебель Олександр Робертович, 74, радянський і український джазовий музикант та композитор, Заслужений працівник культури України (1995)[747].
- Маурісіо Фунес, 65, сальвадорський політик, Президент Сальвадору (2009—2014)[748].
- Роберт Чоу, 85, малайзійський футболіст[749].

### 20 січня
- Бертран Бліє, 85, французький режисер та сценарист[750].
- Дубенець Віталій Георгійович, 86, український науковець, фахівець у галузі механіки[751].
- Микусь Михайло Ігорович, 33, український поет, музикант та військовик[752].
- Фред Ньюгаус, 76, американський легкоатлет[753].
- Поташник Семен Ізраїльович, 94, радянський та український промисловий діяч, Герой України (2002)[754].
- Хижняк Віталій Михайлович, 90, радянський та український політик[755].
- Мімі Ель-Шербіні, 87, єгипетський футболіст та тренер[756].

### 19 січня
- Марсель Бонен, 93, канадський хокеїст[757].
- Ева Кляйн, 99, угорсько-шведський імунолог[758].

### 18 січня
- Француз Анатолій Йосипович, 70, український політик та юрист, Герой України (2002)[759].

### 17 січня
- Дідьє Гійом, 65, французький політик, державний міністр Монако (2024—2025)[760].
- Марія Зайцева, 24, білоруська активістка, доброволець, учасниця російсько-української війни[761].
- Деніс Лоу, 84, шотландський футболіст[762].
- Пунсалмаагійн Очірбат, 82, монгольський політик, Президент Монголії (1990—1997)[763].
- Мартін Поллак, 80, австрійський письменник, журналіст та перекладач[764].
- Маргарете Трестль, 113, австрійська довгожителька[765].

### 16 січня
- Сабах Бізі, 78, албанський футболіст[662].
- Гаррі Більд, 88, шведський футболіст[766].
- Волков Дмитро Аркадійович, 58, радянський плавець[767].
- Девід Лінч, 78, американський режисер, сценарист, художник та музикант[768].
- Северин Палидович, 86, українсько-американський співак[769].
- Джоан Плаурайт, 95, британська акторка[770].
- Ділявер Сейтхалілієв, ?, український військовик, Герой України (посмертно)[771].
- Хохлов Анатолій Михайлович, 86, радянський і український науковець та педагог[772].
- Маргарита Шкерлатова, 73, болгарська баскетболістка[773].

### 15 січня
- Гас Вільямс, 71, американський баскетболіст[774].
- Паламар Ангелина Омелянівна, 100, зв'язкова і розвідниця УПА[775].
- Росні Смарт, 84, гаїтянський політик, Прем'єр-міністр Гаїті (1996—1997)[776].

### 14 січня
- Юрген Граф, 73, швейцарський публіцист[777].
- Ладіслав (Гучко), 76, греко-католицький діяч Чехії та Словаччини, єпископ, Апостольський екзарх греко-католицької церкви в Чехії[778].
- Рудько Георгій Ілліч, 72, український географ та геолог, Заслужений діяч науки і техніки України (2015)[779]

### 13 січня
- Брамський Казимир Антонович, 98, український історик та інженер[780].
- Тоні Бук, 90, британський футболіст та тренер[781].
- Мисливченко Олександр Григорович, 100, радянський та російський філософ[782].
- Рязанцев Лев Васильович, 83, український звукорежисер та педагог, Заслужений працівник культури України (2008)[783].
- Стельмах Михайло Андрійович, 58, український футболіст та тренер[784].

### 12 січня
- Касьянов Анатолій Васильович, 85, радянський та український політик[785].
- Рашба Еммануїл Йосипович, 97, український фізик[786].
- Федака Сергій Дмитрович, 60, український історик та письменник[787].

### 11 січня
- Абдуллаєва Рано Хабібівна, 89, узбецька радянська діячка, письменниця, Заслужений працівник культури Узбецької РСР (1985)[788].
- Бабенко Таїсія Олександрівна, 31, українська футболістка та футзалістка[789].
- Ганнущак Руслан Васильович, 54, український воєнний фотограф та оператор-документаліст[790].
- Ісянбаєв Мазгар Насіпович, 88, російський економіст[791].

### 10 січня
- Бахмат Микола Іванович, 74, радянський і український науковець, фахівець у галузі кормовиробництва та рослинництва, Заслужений діяч науки і техніки України (2004)[792].
- Добровольська Євгенія Володимирівна, 60, радянська та російська акторка, Народна артистка Росії (2005)[793].
- Анджей Крашніцький, 75, польський спортивний діяч, президент Олімпійського комітету Польщі[794].
- Олійник Микола Олександрович, 89, радянський і український спортивний діяч та педагог[795].
- Пата Анатолій Григорович, 66, радянський і російський футболіст (голкіпер) та тренер[796].
- Хлистун Василь Петрович, 62, український співак та концертмейстер, Заслужений артист України (2016)[797].

### 9 січня
- Кушнаренко Наталя Миколаївна, 74, український бібліотекознавець та педагог, Заслужений працівник культури України (1999)[798].
- Мануель Елькін Патарройо, 78, колумбійський патологоанатом та імунолог[799].

### 8 січня
- Габрієль де Брольї, 93, французький історик[800].
- Фабіо Кудічіні, 89, італійський футболіст (голкіпер)[801].
- Турунтаєва Марія Сергіївна, 98, радянська працівниця сільського господарства, Герой Соціалістичної Праці (1971)[802].

### 7 січня
- Берека Віктор Євгенович, 70, український педагог та краєзнавець[803].
- Айла Ердуран, 89, турецька скрипалька[804].
- Заїдов Міргіяс Аббасович, 94, радянський узбецький господарський діяч та політик[805].
- Вальтер Мартос, 67, перуанський політик та військовик, генерал-майор, Прем'єр-міністр Перу (2020)[806].
- Жан-Марі Ле Пен, 96, французький праворадикальний політик[807].
- Терещенко Віктор Кирилович, 88, український науковець та педагог[808].

### 6 січня
- Хризостом (Мартішкін), 90, єпископ РПЦ, митрополит Віленський і Литовський (1990—2010)[809].
- Мілорад Мілінкович, 59, сербський режисер[810].
- Раков Володимир Миколайович, 29, український танцівник та хореограф[811].
- Снітовський Олег Іванович, 69, український журналіст[812].

### 5 січня
- Липчей Анатолій Ярославович, 21, український військовик, Герой України (посмертно)[813].
- Ел Макніл, 89, канадський хокеїст та тренер[814]
- Мєшкова Світлана Борисівна, 89, український хімік[815].
- Бернд Нотгофер, 83, німецький лінгвіст[816].
- Костас Сімітіс, 88, грецький політик, Прем'єр-міністр Греції (1996—2004)[817].

### 4 січня
- Олександр Гуменюк, 48, український футболіст (голкіпер) та тренер[818].

### 3 січня
- Астахов Олег Юрійович, 70, російський дипломат[819].
- Джефф Баена, 47, американський сценарист та режисер[820].
- Березовський Георгій Васильович, 89, радянський та український господарський діяч, Герой України (2007)[821].
- Гальонка Олексій Анатолійович, 72, український філолог, Заслужений працівник освіти України (2015)[822].
- Єремей Григорій Ісидорович, 89, радянський та молдовський політик; дата повідомлення про смерть[823].
- Братислав Живкович, 49, сербський військовий найманець[824].
- Жілбер ван Бінст, 73, бельгійський футболіст[825].
- Ніко Лекішвілі, 77, грузинський політик[826].
- Річард Хейз, 76, американський протестантський теолог та педагог[827].

### 2 січня
- Альдо Агроппі, 80, італійський футболіст[828].
- Ян Захара, 96, словацький боксер[829].
- Агнеш Келеті, 103, угорська гімнастка[830].
- Вернер Ляймгрубер, 90, швейцарський футболіст[831]
- Озерний Михайло Іванович, 86, український художник, Заслужений діяч мистецтв України (2008)[832].
- Крістобаль Ортега, 68, мексиканський футболіст та тренер[833].

### 1 січня
- Алксніс Віктор Імантович, 74, радянський військовик, радянський і російський політик[834].
- Інгріда Армонайте, 62, радянська і литовська скрипалька та педагог[835]
- Зима Ігор Григорович, 67, український нейробіолог та нейрофізіолог[836].
- Девід Лодж, 89, британський письменник та літературний критик[837].
- Мартинова Раїса Юріївна, 74, український мовознавець та педагог[838].
- Насташевський Віктор Вікторович, 67, радянський та український футболіст[839].
- Сокур Олеся Вадимівна, 64, український біохімік[840].